# Moustapha Salifou
Pour les articles homonymes, voir Salifou.
Moustapha Salifou, né le 1er juin 1983 à Lomé, est un footballeur international togolais. Il évolue actuellement au poste de milieu offensif au Türkspor Augsbourg (de). Joueur créatif, il est surnommé le « Zidane togolais ».

## Carrière

### En club
- 1998-2002 : AC Merlan -  Togo
- 2002-2005 : SC Rot-Weiss Oberhausen -  Allemagne
  - 2005-2006 : Stade brestois -  France (prêt)
- 2006-2007 : FC Wil -  Suisse
- 2007-2011 : Aston Villa -  Angleterre
- nov.2011-2012 : 1. FC Sarrebruck -  Allemagne
- mar.2014-2014 : TSV 1860 Rosenheim (de) -  Allemagne
- depuis 2015 : Türkspor Augsbourg (de) -  Allemagne

### En équipe nationale
Il a disputé la coupe d'Afrique des nations en 2002 et 2006.
Moustafa Salifou participe à la coupe du monde 2006 avec l'équipe du Togo. 